# بوب لوغان
بوب لوغان هو لاعب هوكي الجليد كندي، ولد في 22 فبراير 1964 في مونتريال في كندا.

## وصلات خارجية
- بوب لوغان على موقع دوري الهوكي الوطني (الإنجليزية)
- بوب لوغان على موقع EliteProspects.com (الإنجليزية)
- بوب لوغان على موقع Eurohockey.com (الإنجليزية)
- بوب لوغان على موقع HockeyDB.com (الإنجليزية)
- بوب لوغان على موقع Hockey-Reference.com (الإنجليزية)